# Salttuss
Salttuss (Hennediella heimii) är en bladmossart som beskrevs av Richard Henry Zander 1993. Salttuss ingår i släktet Hennediella och familjen Pottiaceae. Arten är reproducerande i Sverige. Inga underarter finns listade i Catalogue of Life.